# Piotr Niwiński
Piotr Mileniusz Niwiński (ur. 3 lipca 1966 w Gdańsku) – polski historyk, publicysta, wykładowca akademicki. Autor publikacji z zakresu historii najnowszej, szczególnie dotyczących polskiego podziemia w czasie II wojny światowej i po jej zakończeniu oraz opozycji antykomunistycznej na Wileńszczyźnie, a także aparatem represji na Pomorzu po 1945.

## Życiorys
Jest absolwentem II Liceum Ogólnokształcącego w Sopocie, studiował historię na Katolickim Uniwersytecie Lubelskim, od 1994 pracuje na Uniwersytecie Gdańskim. W 1998 obronił napisaną pod kierunkiem Tomasza Strzembosza pracę doktorską Okręg Wileński Armii Krajowej 1944–1948. Do 2008 pracował także w  gdańskim oddziale IPN.
Od 2016 jest kierownikiem Zakładu Nauki o Bezpieczeństwie na Uniwersytecie Gdańskim i wykładowcą na Akademii Humanistyczno-Ekonomicznej w Łodzi.
Autor przeszło stu publikacji, w tym monografii "Okręg Wileński AK 1944–1948" (Warszawa 1999), która otrzymała Nagrodę im. Jerzego Łojka, współautor albumu "Żołnierze wyklęci" (Warszawa 2002) i "Atlasu polskiego podziemia niepodległościowego 1944–1956" (Warszawa-Lublin 2007).
Obok Piotra Semki i prof. Jana Żaryna, autor negatywnej opinii o scenariuszu ekspozycji Muzeum II Wojny Światowej w Gdańsku, które przyczyniły się do zmian administracyjno-strukturalnych funkcjonowania tego muzeum.
Od 7 lutego 2018 do lipca 2024 członek Rady przy Muzeum II Wojny Światowej w Gdańsku.
Wszedł w skład komitetu wspierającego kandydaturę Karola Nawrockiego na prezydenta RP w wyborach w 2025.

## Odznaczenia
- Krzyż Kawalerski Orderu Odrodzenia Polski – 2017[12]